# Sant Joanet de Sant Martí de Canals
Sant Joanet és una petita ermita del poble de Sant Martí de Canals, pertanyent al municipi de Conca de Dalt, al Pallars Jussà. Fins al 1969 formava part del terme municipal d'Hortoneda de la Conca.
No es tracta pròpiament d'una ermita convencional, amb edifici propi, sinó d'un oratori de muntanya fet a partir d'una petita bauma o clivella de la muntanya, amb els elements religiosos situats a la mateixa paret de roca natural.
És al nord-est de Sant Martí de Canals, al nord del Pla de la Torre, a l'extrem nord-occidental dels Feixancs de la Tremor. És a llevant de Sant Martí de Canals, al capdamunt d'un dels barrancs afluents des del sud-est del barranc de Sant Martí.